# Lionel Rigo
Pour les articles homonymes, voir Rigo.
Lionel Rigo, né en 1959, est un ancien joueur de basket-ball français. Il mesure 1,96 m et joue au poste de no 3.

## Carrière

### En club
- 1975-1976 :  sport étude basket au Fort Carré d'Antibes
- 1976-1978 :  Chorale Roanne Basket (Nationale 2)
- 1978-1981 :  Nice Basket Club (Nationale 1)
- 1981-1984 :  ASVEL Villeurbanne (Nationale 1)
- 1984-1988 :  CASE Saint Etienne (Nationale 1)
- 1988-1990 :  Salon de Provence (N 1 B)
- 1990-1993 :  JA Vichy (Nationale 2)

### En sélection
- 2 sélections (7 points) en 1986 en équipe de France

## Palmarès
- Finaliste Coupe Saporta : 1983 avec Villeurbanne. (Finale de la coupe des vainqueurs de coupe à Palma de Majorque (Asvel vs Pesaro))

## Sources
- Maxi-Basket